# مجلس الأمة الكويتي 1992
مجلس الأمة الكويتي 1992 (الفصل التشريعي السابع) من 20 أكتوبر 1992 حتى 20 أكتوبر 1996 ، أجريت أنتخابات المجلس بعد أنقطاع لمدة 6 سنوات بسبب حل مجلس الأمة ووقف العمل ببعض مواد الدستور في 3 يوليو 1986 حيث أنه في سنة 1992 تم إعادة العمل بمواد الدستور الذي تم أيقاف العمل بها وكما تم إعادة مجلس الأمة بعد أن كان المجلس منحلاً لمدة 6 سنوات منذ 3 يوليو 1986، وأجريت انتخابات مجلس في يوم الأثنين 5 أكتوبر 1992 ، وأنتخب في جلسته الأولى التي عقدت في يوم الثلثاء 20 أكتوبر 1992 أحمد عبدالعزيز السعدون رئيساً للمجلس.

## الفائزون حسب الدوائر
الدائرة الأولى
- عدنان عبد الصمد
- يعقوب محمد حياتي

الدائرة الثانية
- حمد عبد الله الجوعان
- عبد الله محمد النيباري

الدائرة الثالثة
- أحمد النصار
- جاسم حمد الصقر

الدائرة الرابعة
- علي أحمد البغلي
- عبد الله يوسف الرومي

الدائرة الخامسة
- أحمد يعقوب باقر
- عبد المحسن يوسف جمال

الدائرة السادسة
- مشاري جاسم العنجري
- مشاري محمد العصيمي

الدائرة السابعة
- جاسم العون
- عبد العزيز العدساني

الدائرة الثامنة
- أحمد الربعي
- إسماعيل خضر الشطي

الدائرة التاسعة
- ناصر جاسم الصانع
- أحمد محمد الخطيب

الدائرة العاشرة
- صالح يوسف الفضالة
- أحمد خالد الكليب

الدائرة الحادية عشر
- أحمد عبد العزيز السعدون
- محمد سليمان المرشد

الدائرة الثانية عشر
- عبد المحسن مدعج المدعج
- سالم عبد الله الحماد

الدائرة الثالثة عشر
- ناصر عبد العزيز صرخوه
- جمال أحمد الكندري

الدائرة الرابعة عشر
- علي أبو حديدة
- حمود الجبري

الدائرة الخامسة عشر
- عباس حبيب المسيلم
- غنام الجمهور المطيري

الدائرة السادسة عشر
- مبارك فهد الدويلة
- مبارك بنيه الخرينج

الدائرة السابعة عشر
- محمد المهمل
- محمد ضيف الله شرار

الدائرة الثامنة عشر
- خلف دميثير العنزي
- راشد سلمان الهبيدة

الدائرة التاسعة عشر
- مفرج المطيري
- أحمد نصار الشريعان

الدائرة العشرون
- طلال مبارك العيار
- طلال عثمان السعيد

الدائرة الحادية والعشرون
- خالد سالم العدوة
- شارع العجمي

الدائرة الثانية والعشرون
- عايض علوش المطيري
- هادي الحويلة

الدائرة الثالثة والعشرون
- جمعان فالح العازمي
- فهد دهيسان الميع

الدائرة الرابعة والعشرون
- عبد الله راشد الهاجري
- تركي العازمي

الدائرة الخامسة والعشرون
- سعد بليق العازمي
- مصلح هميجان العازمي

## أبرز الأحداث
تم تقديم استجواب لأحمد الربعي وزير التربية والتعليم العالي من قبل مفرج المطيري ، وسبب الاستجواب هو المخالفات في جامعة الكويت حول الإسكان والإيفاد للدراسة بالخارج والتعاقدات، وقد نوقش الاستجواب في 14 فبراير 1995 ، وقد تم طرح الثقة فيه.